# Dryopteris insularis
Dryopteris insularis là một loài dương xỉ trong họ Dryopteridaceae. Loài này được Kodama mô tả khoa học đầu tiên năm 1914.
Danh pháp khoa học của loài này chưa được làm sáng tỏ. 